# Unicorn argentina
Unicorn argentina är en spindelart som först beskrevs av Cândido Firmino de Mello-Leitão 1940. 
Unicorn argentina ingår i släktet Unicorn och familjen dansspindlar. Inga underarter finns listade i Catalogue of Life.